# So Kalmery
So Kalmery, né en 1955 à Bukavu (Congo belge, aujourd'hui République démocratique du Congo), est un chanteur congolais.

## Biographie
Son père est tué lors de la répression anti-lumumbiste.

## Discographie
- Brakka (CBS), 1990
- Rasmi (Buda Musique), 1998
- So Kalmery & Ujamaa, 1999
- Bendera (Pygmalion Records), 2001
- Brakka System (World Village), 2008